# Tsar d'Inverne
Tsar d'Inverne, född 2 april 1999, död 2006, var en svensk varmblodig travhäst. Han tränades och kördes av Robert Bergh som också ägde hästen tillsammans med hockeyspelaren Peter Forsberg.
Tsar d'Inverne började tävla i september 2001 och inledde med en förlust som sedan följdes upp med två raka segrar. Han sprang under sin karriär in 8 miljoner kronor på 51 starter, varav 23 segrar, 8 andraplatser och 2 tredjeplatser. Karriärens största seger kom i Svenskt Travderby (2003).
Han segrade även i Breeders' Crown 4-åriga hingstar/valacker (2003), Europeiskt femåringschampionat (2004) och  Jämtlands Stora Pris (2005) samt kom på andraplats i Jubileumspokalen (2004) och Svenskt mästerskap (2004).
Han var årskullens bästa häst i Sverige som fyraåring 2003.

## Karriär
Tsar d'Inverne avlivades 2006 av djurskyddsskäl till följd av en olycka på Bergsåker travbana 2004. Olyckan och följdskadorna ledde till ett flertal stämningar.

## Statistik
| Statistik för Tsar d'Inverne (Ref.) | Statistik för Tsar d'Inverne (Ref.) | Statistik för Tsar d'Inverne (Ref.) | Statistik för Tsar d'Inverne (Ref.) | Statistik för Tsar d'Inverne (Ref.) | Statistik för Tsar d'Inverne (Ref.) |
| ----------------------------------- | ----------------------------------- | ----------------------------------- | ----------------------------------- | ----------------------------------- | ----------------------------------- |
| Starter                             | Placeringar                         | Startprissumma                      | Segerprocent                        | Platsprocent                        | Rekord                              |
| 51                                  | 23-8-2                              | 8 044 203 sek                       | 45 %                                | 65 %                                | 1.12,7ak,                           |

### Större Segrar
| År   | Lopp                                       | Kusk               | Vinstbelopp   | Grupp   |
| ---- | ------------------------------------------ | ------------------ | ------------- | ------- |
| 2003 | Svenskt Travderby                          | Robert Bergh       | 1 600 000 SEK | Grupp 1 |
| 2003 | Breeders' Crown, 4-åriga hingstar/valacker | Robert Bergh       | 500 000 SEK   | Grupp 1 |
| 2004 | Europeiskt femåringschampionat             | Dominik Locqueneux | 500 000 SEK   | Grupp 1 |
| 2005 | Jämtlands Stora Pris                       | Erik Adielsson     | 500 000 SEK   | Grupp 2 |